# Puentemys
Puentemys es un género extinto de tortuga botremídida que vivió durante el Paleoceno en la Formación Cerrejón en Colombia. Es la botremídida más grande conocida, dotada con un característico caparazón redondo que podía alcanzar un diámetro de más de 1.51 metros. Puentemys es la única botremídida conocida del Paleoceno de Suramérica y está cercanamente relacionada con el género Foxemys del Cretácico Superior de Europa, mostrando que los Bothremydini, la tribu de botremídidos a la cual pertenece Puentemys, tuvo una distribución casi mundial a través del límite K-T. Los ancestros de Puentemys pueden haber alcanzado Suramérica dispersándose a través de las líneas costeras del Paleoceno o recorriendo corrientes marinas a través del océano Atlántico.